# Двоедушник
Двоедушник — персонаж славянской мифологии, человеческое существо, способное совмещать в себе две души, одна из которых демоническая, а вторая — человеческая. Иногда речь шла о совмещении в одном человеке двух сердец. В этом контексте мифологическое наполнение числа «два» несло в себе оттенки сверхъестественного, опасного, бесовского или «нечистого» смысла.
Двоедушником мог быть человек любого пола, как мужчина, так и женщина; к их числу относили колдунов, босоркань, мор, ведьм, витряников, волколаков, вампиров и др. На Карпатах к двоедушникам причисляли людей со «злым» глазом, в Польше — топельников (водяных) и разных мифологических персонажей, связанных с атмосферной стихией, ливнями и градовыми тучами.
По народным сказаниям в дневное время двоедушник ничем не отличался от заурядного обывателя, однако в тёмное время он немедленно засыпал особо крепким сном, да так, что его невозможно было разбудить. Во время этого сна он находился вне своего физического тела, при этом — мог сохранять свой внешний облик или принять обличье какого-либо животного (пса, коня, зайца и т. п.). Например, ведьма-двоедушница имела возможность оборачиваться летучей мышью, собакой, мышью, кошкой или каким-либо предметом: кочергой, колесом, валькой и др.
Блуждающая по свету неприкаянная душа такого человека могла наносить вред обычным людям, насылать на них порчу, непогоду, засуху, пить кровь и т. п. При этом, если двоедушника кто-либо пытался задержать, то он мог убить либо своей силой, либо силой стихии ветра, от которой невозможно спастись. В народном фольклоре отмечалось, что разрушительный мотив в действиях такой души не зависел от личной воли её обладателя, который даже не имел возможности вспомнить то, что с ним происходило во время сна.
По представлениям верующих душа такого существа покидает и возвращается в своё тело через рот в виде мыши, мухи и т. п., поэтому двоедушника можно было быстро разбудить, если изменить его положение — перевернуть головой на место ног, однако это привело бы его к серьёзной болезни на срок не менее двух недель из-за того, что душа не сможет вселиться в тело назад. Вообще в те времена считалось, что любого спящего человека нельзя было будить быстро и неожиданно, так как в этом случае его душа, путешествующая по миру, могла не успеть вернуться к своему телу, что могло стать причиной болезни или даже смерти.
Причины рождения двоедушника чаще всего связывали с ненадлежащим поведением его родителей, например, двоедушниками могли стать люди, зачатые во время месячных, или рождённые женщиной, которая во время беременности позволила себе посмотреть на священнослужителя с чашей во время «великого выхода». В некоторых местах полагали, что если в семье подряд рождаются одни девочки, то седьмая обязательно становится двоедушником.
Распознать двоедушника можно было по некоторым признакам, которые его отличали от обычных людей: двоедушники рождаются с зубами, разговаривают сами с собой, обладают красной шеей, на макушке у них два вихра и т. п. В Польше считали, что к двоедушникам относятся люди, страдающие лунатизмом.
Люди верили, что умерший двоедушник становился причиной сильной бури, ливня или града. После смерти двоедушника его чистая душа отправлялась на тот свет, а нечистая душа становилась опасным упырём, который жил в могиле, под водой, в зарослях, глухих местах и т. п. Это существо могло не только пить кровь, но и вызвать болезни детей, мор, падёж скота, засуху и т. п.
Народная память сберегла целый ряд средств для того, чтобы обезвредить неприкаянную душу. Умершего хоронили с предосторожностями, к месту захоронения несли не по дороге, а по обочине, хоронили на краю кладбища, клали ему в гроб различные предметы, дабы он был занят игрой с ними, рассыпали на могиле мак, чтобы он тратил время на его сбор. Если же умерший продолжал вредить после смерти, то могилу вскрывали, отрубали голову, тело переворачивали спиной вверх или ногами туда, где была голова, забивали ему в сердце липовый, осиновый или боярышниковый кол и др.